# Вайнона (Аризона)
Вайнона (англ. Winona) — малая невключённая территория в Округе Коконино в северной части штата Аризона. Ранее носила название Уолнат (англ. Walnut), а железнодорожная станция Вайноны была переименована в Дарлинг (англ. Darling) в честь инженера.

## История
Вайнона была частью деревни под названием Уолнат Крик (англ. Walnut Creek), а в 1950-х годах стала частью Флагстаффа (англ. Flagstaff).
Через Вайнону протекал ручей Уолнат-Крик, который высох с тех пор, как в 1950-х годах над каньоном Уолнат была построена плотина, чтобы обеспечить Флагстафф водой.

## В современной культуре
Вайнона расположена вдоль шоссе 66 и стала известной благодаря песне «Route 66».